# راشيل لفيفر
راتشيل لفيفر (بالإنجليزية: Rachelle Lefevre)‏ هي ممثلة كندية ولدت 1 فبراير، 1979 في مونتريال بدأت مسيرتها في المسلسل التلفزيوني Big Wolf on Campus وظهرت في أدوار متناوبة في ماذا عن براين وبوسطن ليغال وSwingtown. هي لعب دور فكتوريا سذرلاند في أول فيلمين في سلسلة توايلايت "الشفق"، قبل أن يتم استبدالها ببرايس دالاس هوارد بسبب تضارب المواعيد. هي حالياً تلعب جوليا شنوي في مسلسل تحت القبة.

## بداية حياتها

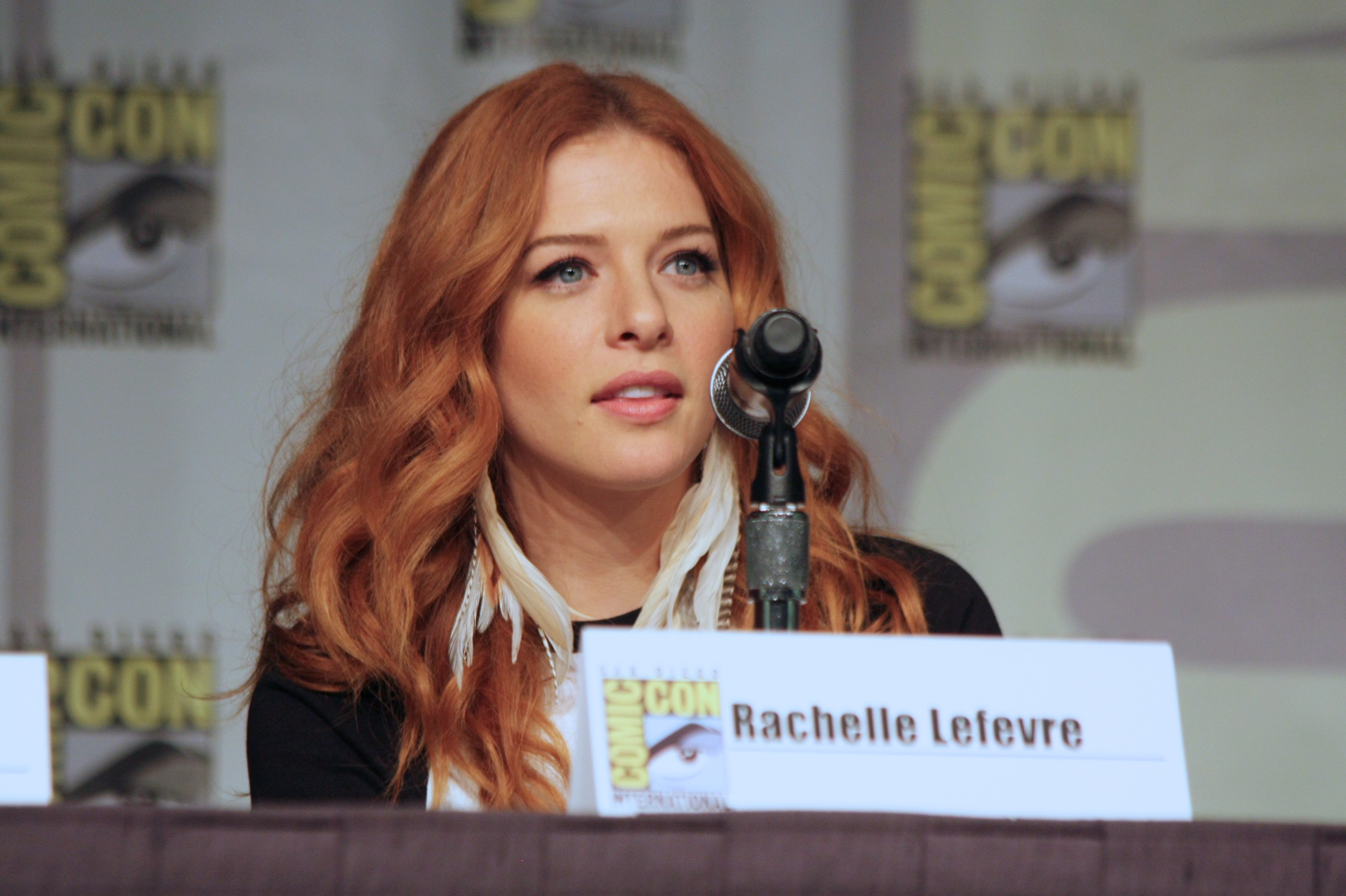

ولدت راشيل لوفيفر في 1 فبراير 1979، في مونتريال، كيبيك، أبوها مدرس للغة الإنجليزية وأمها اخصائي علم النفس. عائلة والدها من أصول من فرنسا وأيرلندا الشمالية، وجد الأمهات يهود, زوج أمها حاخام. وقد تربت لوفيفر في أسرة غير طائفية، لكن تعتبر راشيل يهودية الأصل. لديها ثلاث أخوات يتحدثن اللغتين الإنجليزية والفرنسية لكن راشيل تنطق اللغة الإنجليزية. دراستها الأكاديمية كانت في مدرسة ثانوية خاصة، وبعد ذلك درست الفنون الإبداعية في كلية داوسون. درست المسرح لمدة الصيف في مدرسة الجوز هيل في ناتيك ماساتشوستس، ثم شهادة في التعليم وآدابها في جامعة ماكجيل.

## الحياة الشخصية والعمل الخيري
تعيش راشيل في لوس انجليس كاليفورنيا. بدأت تواعد جيمي الملك اعتباراً من يونيو 2009، وهو الممثل الذي لعب دور توماس وايت في المسلسل التلفزيوني على قناة الشوتايم أسرة تيودرز. وفي عام 2009 تبرعت لوفيفر بمبلغ 100الف دولار إلى سوزان جي كومن من أجل العلاج، وهي مؤسسة خيرية تختص بسرطان الثدي، لكل 10000 الناس الذين تبعوها على تويتر. كما أنها أطلقت مزاد على موقع إيباي للمدرسة الخيرية في أغسطس 2009، التي تنص على أن الدروس الخصوصية للأطفال بلا مأوى في جنوب كاليفورنيا. بيعت لوفيفر القمصان وغيرها من البضائع التي وقعتها لها أعضاء فريق العمل زملائه من الفيلم الذي لعبت دور فيه الشفق. وهي أيضاً من المؤيدين النشطين لأفضل جمعية أصدقاء الحيوان، والتي تظهر في إعلان الخدمة العامة بالنيابة عن منظمة في نوفمبر 2009، وحثت الجمهور اعتماد الحيوانات الأليفة المقبل. واعتباراً من أغسطس 2013 أصبحت كانت تواعد كريس كراري مقدم برامج على سلسلة تلفزيون الواقع توب شيف. الجدير بالذكر أن راشيل لوفيفر اشتراكية .

## أعمالها
| سنة  | عنوان                           | دور                   | ملاحظات                                                  |
| ---- | ------------------------------- | --------------------- | -------------------------------------------------------- |
| 2000 | Stardom                         | كاثرين                |                                                          |
| 2001 | Life in the Balance             | كريستي كارسويل        |                                                          |
| 2001 | Dead Awake                      | راندي باوم            |                                                          |
| 2002 | Abandon                         | إيجر بيفر             |                                                          |
| 2002 | Confessions of a Dangerous Mind | توفيا ( عند عمر ال25) |                                                          |
| 2003 | Deception                       | دنيس                  | مباشرة إلى دي في دي                                      |
| 2003 | Hatley High                     | هياسنتي ماركيز        |                                                          |
| 2004 | The Big Thing                   | سارة                  |                                                          |
| 2004 | Head in the Clouds              | أليس                  |                                                          |
| 2004 | Noel                            | هولي                  |                                                          |
| 2005 | The River King                  | كارلين ليندر          |                                                          |
| 2005 | Pure                            | جوليا                 |                                                          |
| 2007 | Suffering Man's Charity         | إلين                  |                                                          |
| 2007 | Fugitive Pieces                 | نايومي                |                                                          |
| 2008 | Prom Wars                       | سابينا                |                                                          |
| 2008 | Twilight                        | فكتوريا سذرلاند       |                                                          |
| 2009 | The Pool Boys                   | لورا                  | معروف أيضا باسم The Pool Boys                            |
| 2009 | The Twilight Saga: New Moon     | فكتوريا سذرلاند       |                                                          |
| 2010 | Barney's Version                | كلارا                 | عرض لأول مرة في مهرجان البندقية السينمائي السابع والستين |
| 2010 | Casino Jack                     | إيميلي ميلر           | معروف أيضا باسم Bagman                                   |
| 2011 | The Caller                      | ماري كي               |                                                          |
| 2012 | Omertà                          | صوفي                  | معروف أيضا باسم Omertà: The Movie                        |
| 2013 | White House Down                | ميلاني                |                                                          |

| سنة       | عنوان                                     | دور                 | ملاحظات                    |
| --------- | ----------------------------------------- | ------------------- | -------------------------- |
| 1999      | Big Wolf on Campus                        | ستايسي هانسون       | مسلسل تلفزيوني، 22 حلقة    |
| 1999      | The Legend of Sleepy Hollow               | كاترينا فان تاسل    | فيلم تلفزيوني              |
| 2000      | The Hunger                                | امرأة الجدري        | مسلسل تلفزيوني، حلقة واحدة |
| 2002      | Bliss                                     | مرين                | مسلسل تلفزيوني، حلقة واحدة |
| 2002      | Galidor: Defenders of the Outer Dimension | تايرينا             | مسلسل تلفزيوني، حلقة واحدة |
| 2002      | Undressed                                 | آني أيلز            | مسلسل تلفزيوني، 6 حلقات    |
| 2003      | Largo Winch                               | كاتارينا            | مسلسل تلفزيوني، حلقة واحدة |
| 2003      | See Jane Date                             | إلويس               | فيلم تلفزيوني              |
| 2003      | Charmed                                   | أوليفيا كلوي        | حلقة "Love's a Witch"      |
| 2003      | Picking Up & Dropping Off                 | جورجيا              | فيلم تلفزيوني              |
| 2004      | Petits mythes urbains                     | موظفة استقبال رقم 1 | مسلسل تلفزيوني، حلقة واحدة |
| 2003      | The Legend of Butch & Sundance            | إيتا بليس           | فيلم تلفزيوني              |
| 2005      | Pool Guys                                 | الانا               | فيلم تلفزيوني              |
| 2005      | Life on a Stick                           | ليلي                | مسلسل تلفزيوني، 13 حلقات   |
| 2005      | Bones                                     | ايمي مورتن          | مسلسل تلفزيوني، حلقة واحدة |
| 2006      | Veronica Mars                             | مارجوري             | مسلسل تلفزيوني، حلقة واحدة |
| 2006      | The Class                                 | سو                  | مسلسل تلفزيوني، حلقتان     |
| 2006      | Four Kings                                | لورين               | مسلسل تلفزيوني، حلقتان     |
| 2006      | What About Brian                          | هيذر                | مسلسل تلفزيوني، 11 حلقة    |
| 2007      | How I Met Your Mother                     | سارة                | مسلسل تلفزيوني، حلقة واحدة |
| 2007      | The Closer                                | ميشيل مورغان        | مسلسل تلفزيوني، حلقة واحدة |
| 2007      | CSI: NY                                   | ديفون ماسفورد       | مسلسل تلفزيوني، حلقة واحدة |
| 2008      | Boston Legal                              | Dana Strickland     | مسلسل تلفزيوني، 3 حلقات    |
| 2008      | Life on Mars                              | آني كارترايت        | حلقة لم تعرض               |
| 2008      | 'Swingtown                                | ميليندا             | مسلسل تلفزيوني، 5 حلقات    |
| 2008      | Eli Stone                                 | كانديس بونفيل       | مسلسل تلفزيوني، حلقة واحدة |
| 2008      | The Summit                                | ليوني أدرلي         | مسلسل قصير                 |
| 2009      | Do You Know Me                            | إلسا كارتر          | فيلم تلفزيوني              |
| 2009      | Better Off Ted                            | ربيكا               | مسلسل تلفزيوني، حلقة واحدة |
| 2009      | CSI: Crime Scene Investigation            | Kumari              | مسلسل تلفزيوني، حلقة واحدة |
| 2010      | The Deep End                              | كيتي كامبل          | مسلسل تلفزيوني، حلقتان     |
| 2011      | Off the Map                               | الدكتورة راين كلارك |                            |
| 2011      | Reconstruction                            | آن                  | فيلم تلفزيوني              |
| 2011–2012 | A Gifted Man                              | الدكتور كيت سايورا  | مسلسل تلفزيوني             |
| 2013      | Under The Dome                            | جوليا شنوي          | مسلسل تلفزيوني             |

## وصلات خارجية
- راشيل لفيفر على موقع IMDb (الإنجليزية)
- راشيل لفيفر على موقع ميتاكريتيك (الإنجليزية)
- راشيل لفيفر على موقع روتن توميتوز (الإنجليزية)
- راشيل لفيفر على موقع قاعدة بيانات الأفلام العربية
- راشيل لفيفر على موقع ألو سيني (الفرنسية)
- راشيل لفيفر على موقع تيرنر كلاسيك موفيز (الإنجليزية)
- راشيل لفيفر على موقع أول موفي (الإنجليزية)
- راشيل لفيفر على موقع قاعدة بيانات الأفلام السويدية (السويدية)
- راشيل لفيفر على موقع إن إن دي بي (الإنجليزية)
- راشيل لفيفر على موقع قاعدة بيانات الفيلم (الإنجليزية)